# Trinh Xuan Thuan
Pour les articles homonymes, voir Thuan.
Ne doit pas être confondu avec Trịnh Xuân Thanh.
 (décembre 2023).
Causes possibles :
- Rédaction non-neutre car ne respectant pas la synthèse équilibrée attendue.
- Plan structurant la page comme une brochure promotionnelle ou une plaquette institutionnelle.
- Nombreuses informations sans réelle pertinence encyclopédique et pourtant montées en épingle. Ceci peut notamment se faire en recourant à des sources primaires ou non centrées, ou encore à un « cherry picking » des sources ; dans certains cas, cette utilisation des sources peut même donner lieu à une « synthèse inédite ».

Rappel : la pertinence des informations est à démontrer par des sources secondaires indépendantes et de qualité traitant le sujet.
 (décembre 2023).
Il peut être nécessaire de l'améliorer pour respecter le principe de neutralité de point de vue. Veuillez consulter la page de discussion pour plus de détails.

Trinh Xuan Thuan (Trịnh Xuân Thuận), né le 20 août 1948 à Hanoï, est un astrophysicien et écrivain vietnamo-américain, d'expression principalement française.
Après des études de physique au California Institute of Technology et avoir passé son doctorat d'astrophysique à l'université de Princeton, Trinh Xuan Thuan devient professeur émérite d'astronomie à l'université de Virginie, à Charlottesville.
Il est auteur de plusieurs ouvrages de vulgarisation en français sur la présence de l'Univers et les questions philosophiques qu'il inspire. Co-découvreur en 2004 de la plus jeune galaxie connue de l'univers et vulgarisateur recherché, Trinh Xuan Thuan est ensuite régulièrement invité par les médias et assure des conférences en France et dans les pays anglo-saxons.

## Biographie

### Enfance & études
Trinh Xuan Thuan quitte le Nord Viêt Nam à l’âge de 6 ans. Sa famille s’établit alors à Saïgon, capitale du Sud Viêt Nam, le pays étant alors séparé en deux, conformément aux accords de Genève signés en 1954. Il poursuit des études secondaires au lycée français Jean-Jacques Rousseau, où il obtient son baccalauréat en mathématiques élémentaires avec la mention très bien en 1966. Il quitte le Viêt Nam pour continuer ses études supérieures.

Son éducation bouddhiste et confucianiste lui a donné une vive conscience de la responsabilité du scientifique, qui doit transmettre son savoir afin que chacun soit conscient des enjeux éthiques que soulèvent les progrès de la science.
« La science ne donne pas de morale. Elle est comme la force d'un bras qui peut tuer ou sauver.»
Après une année en Suisse (1966), à l’École polytechnique de Lausanne, il poursuit ses études aux États-Unis : au Caltech, où il obtient son bachelor (licence) en physique en 1970, puis à l'université de Princeton, où il obtient, en 1974, son doctorat en astrophysique sous la direction de Lyman Spitzer, père du télescope spatial Hubble et l’un des pionniers de la physique du milieu interstellaire et des plasmas.

### Recherche & enseignement
De 1976 à 2021, Trinh Thuan est professeur d’astrophysique à l'université de Virginie à Charlottesville où il est désormais professeur émérite. Il partage son temps entre les États-Unis et la France. Il a été professeur invité à l’université de Paris 7, à l’observatoire de Paris, et au service d’astrophysique de Saclay[réf. nécessaire].
Il continue à collaborer régulièrement avec des scientifiques français à l’Institut d'astrophysique de Paris.
Spécialiste internationalement reconnu de l'astronomie extragalactique (extérieure à la Voie lactée) Trinh Thuan est l’auteur d'environ quatre cent articles sur la formation et l’évolution des galaxies, en particulier celle des galaxie naine bleues compactes, et sur la synthèse des éléments légers dans le Big Bang.
Pour ses recherches astronomiques, il utilise les plus grands télescopes au sol (Kitt Peak, Mauna Kea, Chili…) et dans l’espace (Hubble, Spitzer, Chandra…).

Par ailleurs, il a donné un cours à l'université de Virginie qu’il a baptisé « Astronomie pour les poètes » grâce auquel les étudiants non spécialisés en science ont le plaisir de découvrir les merveilles de l’Univers.
« L’histoire de l’Univers, c’est notre histoire car nous sommes les enfants des étoiles. »  (La Mélodie secrète)
A la fin de l’année 2004, grâce à des observations faites avec le télescope spatial Hubble, il a co-découvert la plus jeune galaxie connue de l’univers (I Zwicky 18) – découverte qui a été amplement été relayée dans la presse internationale.

### Écriture
Parallèlement à son travail de chercheur et de professeur d’université, Trinh Xuan Thuan mène, par ses livres et ses conférences, une œuvre de vulgarisation et de diffusion de la connaissance scientifique auprès du grand public. Il est l’auteur d’une vingtaine d’ouvrages exprimant la vision d’un scientifique sur l’univers et sur la place de l’homme dans le cosmos.
À travers ses livres, il a notamment expliqué et développé ses positions en faveur du principe anthropique fort. Pour lui, « la Nature n'est pas muette. Tel un orchestre lointain, elle nous fait constamment parvenir des fragments de musique et de notes éparses». Il existe aussi une version faible de ce principe. Il y a débat dans la communauté scientifique à ce sujet.
Dans ses ouvrages, Trinh Thuan tente de confronter les connaissances scientifiques avec les sources philosophiques issues du bouddhisme. Il constate une convergence certaine des points de vue scientifique et bouddhiste, en particulier en ce qui concerne les trois concepts de base du bouddhisme que sont l’interdépendance, l’impermanance et la vacuité[pas clair]. Il déclare en ce qui concerne le bouddhisme et la science, qu'ils « doivent forcément se recouper ».
Ses ouvrages ont rencontré un grand succès auprès d’un large public, et son œuvre a été récompensée par des prix internationaux dont le prix Kalinga en 2009, le prix mondial Cino-Del-Duca en 2012 et le grand prix de la francophonie en 2022.

## Prix et distinctions
- Chevalier de la Légion d'honneur 2014. Cité par le président français François Hollande pour son «engagement personnel exemplaire à la promotion de la culture scientifique et à la collaboration transatlantique dans le domaine de l’astrophysique »[10].

- Grand Prix de la Francophonie de l’Académie Française, 2022. Pour ses contributions au rayonnement de la langue et de la culture française[11].
- Prix Ciel et Espace du livre d’astronomie, 2018. Pour le livre « Une nuit », publié par L’Iconoclaste[12].
- Prix mondial Cino del Duca décerné par l’Institut de France, 2012. En reconnaissance de l’ensemble de son travail visant à communiquer la science au grand public[13].
- Prix Louis Pauwels, 2012. Pour le livre, « Le Cosmos et le Lotus », publié par Albin Michel[14].
- Chaire Kalinga du Ministère des Sciences indien, 2011. Pour une série de conférences sur l’astrophysique, destinées au grand public indien.
- Prix Kalinga de l'Unesco (Organisation des Nations unies pour l’Education et la Science), 2009. Pour la vulgarisation de la science. Le prix Kalinga inclut la médaille d’argent Albert Einstein de l’UNESCO[15].
- Grand Prix Moron de l'Académie française, 2007 Pour le livre, « Les Voies de la Lumière: Physique et métaphysique de la Lumière et les Ténèbres. »[16].
- Prix littéraire de l'Asie de l’association des écrivains de langue française, 2000. Pour le livre, « L’infini dans la paume de la main », avec Matthieu Ricard publié par Nil/Fayard[17].

## Ouvrages
- Mondes d’Ailleurs : Sommes-nous seuls dans l’Univers ?, Paris, Flammarion, 2021 (ISBN 978-2-0815-0629-9).
- La Mélodie secrète, Paris, Gallimard, coll. « Folio/Essais », 1991 (1re éd. 1988) (ISBN 978-2-0703-2623-5).
- Un astrophysicien, Paris, Champs-Flammarion, 2012 (1re éd. =1992) (ISBN 978-2-0812-7937-7).
- Le Destin de l’Univers : Le Big Bang et après, Paris, Découvertes Gallimard, 2008 (1re éd. =1992) (ISBN 978-2-0703-4879-4).
- Le Chaos et l’Harmonie, Paris, Folio/Essais, 2000 (1re éd. =1998) (ISBN 978-2-0704-1370-6).
- L’Infini dans la paume de la main, Paris, Pocket, 2002 (1re éd. =2000) (ISBN 978-2-2661-0861-4).
- L’Arpenteur du Cosmos, l'intégrale des entretiens de l'émission Noms de Dieux, Paris, Alice Éditions, 2001 (ISBN 978-2-9301-8249-0).
- Origines, Paris, Folio/Essais, 2006 (1re éd. =2003) (ISBN 978-2-0703-0792-0).
- Les voies de la lumière, Paris, Folio/Essais, 2008 (1re éd. =2007) (ISBN 978-2-0703-5379-8).
- Voyage au cœur de la lumière, Paris, Découvertes Gallimard, 2008 (ISBN 978-2-0703-4902-9).
- Trinh Xuan Thuan, Ilya Prigogine, Albert Jacquard, Joël de Rosnay, Jean-Marie Pelt et Henri Atlan, Le monde s’est-il créé tout seul ?, Paris, Le Livre de poche, 2010 (1re éd. 2008) (ISBN 978-2-2531-2826-7).
- Dictionnaire amoureux du ciel et des étoiles, Paris, Plon/Fayard, 2009 (ISBN 978-2-2592-0111-7)[18].
- Le Cosmos et le Lotus, Paris, Le livre de poche, 2013 (1re éd. 2011 Albin Michel) (ISBN 978-2-2531-7546-9). (Prix Louis Pauwels 2012), décerné par la Société des gens de lettres[19].
- Désir d’Infini, Paris, Fayard, Gallimard, 2013, 2014 (ISBN 9782213635118 et 978-2-0704-5764-9).
- Petit Dictionnaire amoureux du ciel et des étoiles, Paris, Pocket, 2014 (ISBN 978-2-2662-4909-6).
- Trinh Xuan Thuan, Jean d'Ormesson, Matthieu Ricard, Jean-Marie Pelt, Philippe Desbrosses, Edgar Morin, Joël de Rosnay, Fabienne Verdier et Jean-Claude Guillebaud, Face à l’Univers ?, Paris, Autrement, 2015 (ISBN 978-2-7467-3779-2).
- La Plénitude du Vide, Paris, Albin Michel, 2016, 2018 (ISBN 978-22-26326-42-3 et 978-2-2531-3213-4)
- Une nuit, Paris, L’iconoclaste, 2017, 2020 (ISBN 978-2-2538-2056-7)
- Vertige du Cosmos : Une brève histoire du ciel, Paris, Flammarion, 2019, 2021 (ISBN 978-20-81408-54-8 et 978-2-0802-4722-3)
- Mondes d’Ailleurs : Sommes-nous seuls dans l’Univers ?, Paris, Flammarion, 2021 (ISBN 978-2-0815-0629-9).

## Article critique
- Christian Sorg, « Trinh Xuan Thuan, astrophysicien : le chasseur de galaxies », in Télérama, no 2430, 7 août 1996, p. 24-28